# Duque de Wellington
Arthur Wellesley (Dublín, 1 de mayo de 1769-Walmer, 14 de septiembre de 1852), más conocido, a partir de 1814, por su título de duque de Wellington, fue un militar, político y estadista británico de origen irlandés, con una participación destacada en las guerras de coalición o guerras napoleónicas, particularmente al frente de las tropas anglo-portuguesas en la expulsión de los ejércitos franceses en las tres tentativas de invadir Portugal (1808, 1809 y 1810) y en la guerra de la Independencia española, llegando a ser comandante en jefe del Ejército británico y, posteriormente, a ejercer dos veces el cargo de primer ministro del Reino Unido. Fue nombrado caballero de la Orden de la Jarretera, caballero de la Orden de San Patricio, caballero gran cruz de la Orden del Baño, de la Orden Real Güélfica, Miembro de la Royal Society y del Consejo Privado del Reino Unido.
Procedente de familia noble (su padre fue el primer conde de Mornington y su hermano mayor, que heredaría el condado de su padre, crearía el marquesado de Wellesley), dos de sus otros hermanos serían además barones (Maryborough y Cowley). Su destacada actuación en las guerras napoleónicas le valió el rango de mariscal de campo.
Wellesley comandó a las fuerzas aliadas durante la guerra de la Independencia española y en 1812 fue nombrado general en jefe de todas las tropas españolas de la península ibérica. Contribuyó a la expulsión del ejército francés de España e invadió el sur de Francia.
Victorioso y elevado a la condición de héroe en Inglaterra, continuó luchando en Europa para mandar las fuerzas anglo-aliadas en la batalla de Waterloo, tras la cual Napoleón Bonaparte fue exiliado permanentemente a la isla de Santa Elena. Wellington es famoso por su estilo defensivo y adaptativo en la guerra, que dio como resultado varias victorias contra fuerzas numéricamente superiores al tiempo que minizaba sus propias pérdidas. Es considerado uno de los más grandes comandantes de la era moderna, y muchas de sus tácticas y planes de batalla se estudian todavía en academias militares alrededor de todo el mundo. Tras el final de su activa carrera militar, Wellington regresó a la política. 
Wellington es comparado frecuentemente con el primer duque de Malborough, con el que compartía muchas características, principalmente la transición a la vida política tras una exitosa carrera militar. Wellington fue primer ministro por el partido tory en dos ocasiones y fue una de las principales figuras de la Cámara de los Lores hasta su retiro en 1846. En su vejez, fue idolatrado como un servidor público incomparable: el Gran Duque. En 1842, a la edad de 73 años, fue nombrado comandante en jefe de las Fuerzas, cargo que ocupó hasta su muerte en 1852. Se lo ha calificado de general excesivamente cauteloso y, alguna vez, de ser el peor primer ministro británico del siglo XIX. En la actualidad, se aprecia ampliamente su genio militar y su carácter de político honesto y desinteresado, nunca corrompido por su gran prestigio.
El duque de Wellington está considerado como uno de los héroes más aclamados de la historia del Reino Unido. Su fama iguala o incluso supera a figuras tan conocidas como el vicealmirante Horatio Nelson, Winston Churchill o el también mariscal de campo Bernard Montgomery. Su mansión londinense (Apsley House) está abierta al público como museo y exhibe los numerosos regalos que recopiló, obras de arte y objetos de lujo, obsequiados por varios gobiernos y casas reales.

## Infancia y educación
Arthur Wesley (apellido posteriormente cambiado a Wellesley) nació en Mornington House, la residencia de verano de su familia en Dublín o bien en el castillo de Dangan, cerca de Trim en el Condado de Meath, que era la residencia habitual de la familia. Fue el tercer hijo de Garret Wesley, primer conde de Mornington. También la fecha exacta de su nacimiento es motivo de controversia. Todo lo que existe es el registro de dicho evento en el archivo de una iglesia. La fecha más aceptada es el 1 de mayo, pero habría posibilidades de que fuera algunos días antes o después. Fue bautizado como Arthur Wesley, nombre legalmente cambiado a Arthur Wellesley en marzo de 1798. Wellesley fue educado en Eton entre 1781 y 1785, trasladándose posteriormente a Bruselas (Bélgica) para continuar su formación.

## Carrera militar
En 1787, su hermano compró a Wellesley un mando como 2.º teniente en el 73.er Regimiento de Infantería. Asistió a la academia militar de Angers, en Francia. Su primer destino fue como ayuda de campo de dos lores tenientes de Irlanda sucesivamente, entre 1787 y 1793. Fue ascendido a teniente en 1788, y dos años después fue elegido miembro independiente del Parlamento con funciones de enlace con la Cámara Irlandesa de los Comunes, posición que ocupó hasta 1797. Subió rápidamente en el escalafón militar (en muchas ocasiones por el procedimiento de comprar el ascenso, práctica permitida en aquellos tiempos y, ciertamente, necesaria para obtener ciertos cargos), convirtiéndose en teniente coronel en el 33.er Regimiento de Infantería en 1793. Entonces luchó en los Países Bajos entre 1794 y 1795 y estuvo presente en la batalla de Boxtel. Su regimiento formaba la reserva de las fuerzas del duque de York, quien intentó en vano un contraataque contra las fuerzas francesas. Cubriendo la retirada del ejército para evitar que este fuera acosado por la caballería francesa, obtuvo su bautismo de fuego.

### India

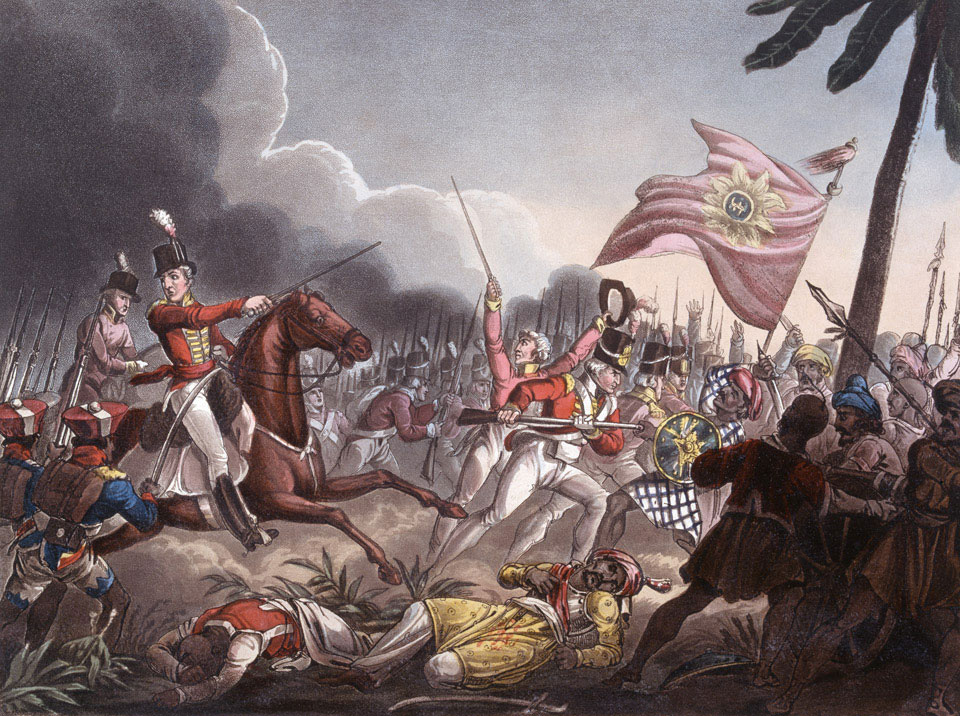
Arthur Wellesley (a caballo) en la Batalla de Assaye, librada el 23 de septiembre de 1803.

En 1796, tras ser ascendido a coronel, acompañó a su División a la India. El siguiente año, su hermano mayor, Richard Wellesley, segundo conde de Mornington, fue nombrado virrey de la India, y cuando estalló la guerra en 1799 contra el sultán de Mysore, Tipu Sultan, Arthur Wellesley comandó su propia división. Durante el desempeño de estas responsabilidades, fue nombrado gobernador de Seringapatam y Mysore, cargos que ocupó hasta 1805. Luchó en Assaye, Argaum y atacó la fortaleza de Gawilghur. Tras el éxito final de la campaña, fue nombrado comandante supremo tanto militar como político en el Decán, cargo en el que derrotó al jefe de bandidos Dhundia Wagh (quien irónicamente había escapado de prisión en Seringapatam durante la última batalla de la guerra de Mysore). También venció a los Marathas en 1803. En 1804 se le nombró caballero de la Orden del Baño (Knight of the Bath), lo cual sería la primera distinción de las muchas que obtuvo durante su vida. Al terminar el mandato de su hermano como gobernador de la India en 1805, ambos hermanos volvieron juntos a Inglaterra, donde se vieron forzados a defender la costosa política imperialista de las fuerzas británicas en la India.

### Regreso a Gran Bretaña
Wellesley fue elegido representante por Rye (Sussex) en la Cámara de los Comunes, ocupando el cargo durante seis meses en 1806. Un año más tarde fue elegido por Newport, en la isla de Wight, cargo que ocuparía durante dos años. En este tiempo se definió políticamente como Tory, y en abril de 1807 (mientras era representante por San Michael) fue investido consejero de la Corona. Además, sirvió como secretario jefe para Irlanda durante algún tiempo. Sin embargo, su vida política terminaría pronto de forma abrupta y debería navegar hacia Europa para participar en las guerras napoleónicas.

### Las guerras napoleónicas
Fue entre 1808 y 1815 cuando Wellesley llevó a cabo las hazañas que le otorgaron un lugar en la historia inglesa. Desde 1789, Francia se había visto envuelta en la Revolución, y tras llegar al gobierno en 1799, Napoleón se había hecho de facto con el poder en Europa. El gobierno británico buscaba opciones para terminar con la amenaza de Napoleón, y Wellesley ayudó a obtenerlas. En primer lugar, llegó como comandante en la expedición a Dinamarca en 1807, lo que pronto le promocionó a teniente general.

#### Península ibérica
Wellesley fue transferido luego a la guerra en la península ibérica, donde combatió junto con William Carr Beresford. Aunque esta guerra no iba demasiado bien, era el único lugar donde las fuerzas inglesas y portuguesas habían conseguido un frente en el territorio continental contra Francia y sus aliados (la desastrosa Expedición Walcheren fue una de las expediciones fallidas típicas de la época). Wellesley había enviado un memorándum a Castlereagh sobre la defensa de Portugal, y Castlereagh le nombró jefe de la fuerza expedicionaria. Wellesley derrotó a los franceses en Portugal en la batalla de Roliça derrotando a Henri François Delaborde y en la batalla de Vimeiro derrotó a Jean-Andoche Junot, en 1808. La resultante Convención de Sintra, que estipulaba que el ejército británico transportaría a los soldados franceses fuera de Lisboa con todo su equipamiento, fue muy controvertida, y Wellesley fue brevemente reclamado a Inglaterra. Mientras tanto, el mismo Napoleón había llegado a España con sus tropas de veteranos, y cuando el comandante en jefe, John Moore, murió durante la batalla de La Coruña, Wellesley fue nombrado nuevo comandante en jefe de todas las fuerzas británicas en Portugal, volviendo a la Península en abril de 1809.
El 27 de julio de 1809 derrotó a uno de los ejércitos del rey José Bonaparte (el hermano mayor de Napoleón) en la batalla de Talavera. Por este éxito fue ascendido al estatus nobiliario con el título de vizconde Wellington de Talavera y de vizconde de Wellington, en el Condado de Somerset. Cuando los franceses invadieron de nuevo Portugal en 1810, les detuvo en Buçaco, bloqueándoles posteriormente e impidiéndoles tomar la península de Lisboa gracias a sus magníficamente construidas líneas terrestres de defensa en Torres Vedras, junto con la protección marítima de la Armada Real británica (la incruenta batalla de Lisboa). Las apabulladas y hambrientas fuerzas francesas de invasión se retiraron tras seis meses, tras lo cual Wellesley expulsó definitivamente a Francia de Portugal en 1811, luchando en las batallas de Fuentes de Oñoro y La Albuera aplastando al mariscal André Masséna. En mayo de 1811 fue ascendido a general por sus servicios en Portugal.

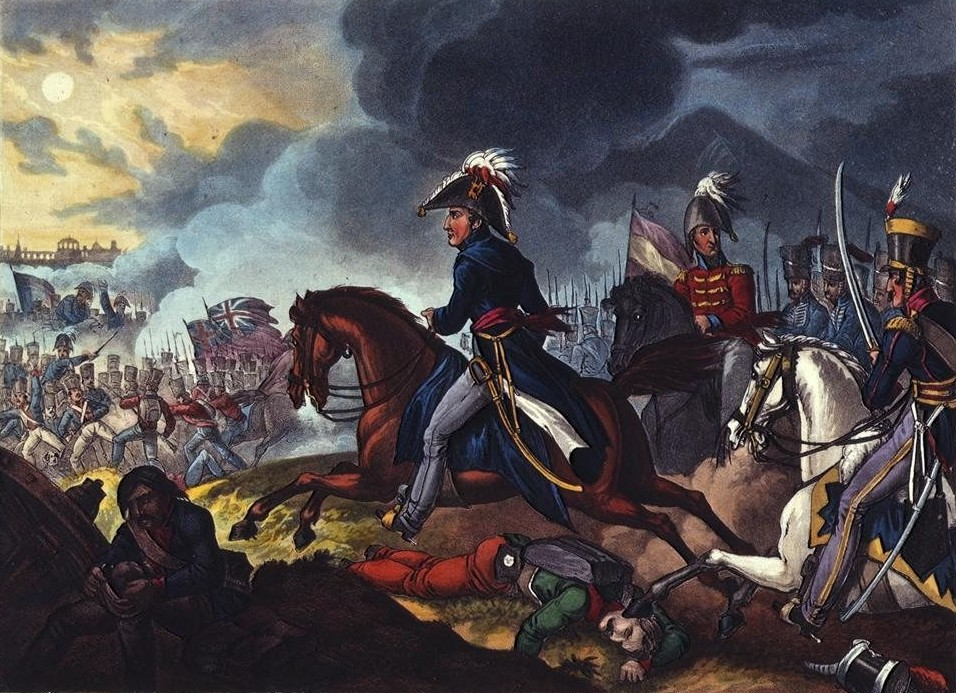
Wellington en la Batalla de Salamanca (22 de julio de 1812)

Ya dentro de España, después de romper el cerco a la fortaleza de Badajoz el 6 de abril de 1812, la población de la plaza fuerte sufre 72 horas de saqueos y violaciones por parte de la soldadesca ebria tras localizar los almacenes de aguardiente portugués (ver Batalla de Badajoz). Vuelve a derrotar a los franceses del mariscal Auguste Marmont en la batalla de los Arapiles, llegando a Madrid el 12 de agosto de 1812. Sobre esta época se le hizo conde de Wellington. El contraataque francés colocó a las fuerzas inglesas en una situación precaria, pero Wellington tomó el mando de todas las fuerzas aliadas en España, al tiempo que era nombrado marqués de Wellington el 3 de octubre. En esta fecha Wellington estaba en su cuartel general de Villatoro dirigiendo el asedio de Burgos (19 de septiembre a 21 de octubre de 1812), defendido por el general fránces Jean-Louis Dubreton, el cual fue una de las pocas derrotas de su carrera militar.

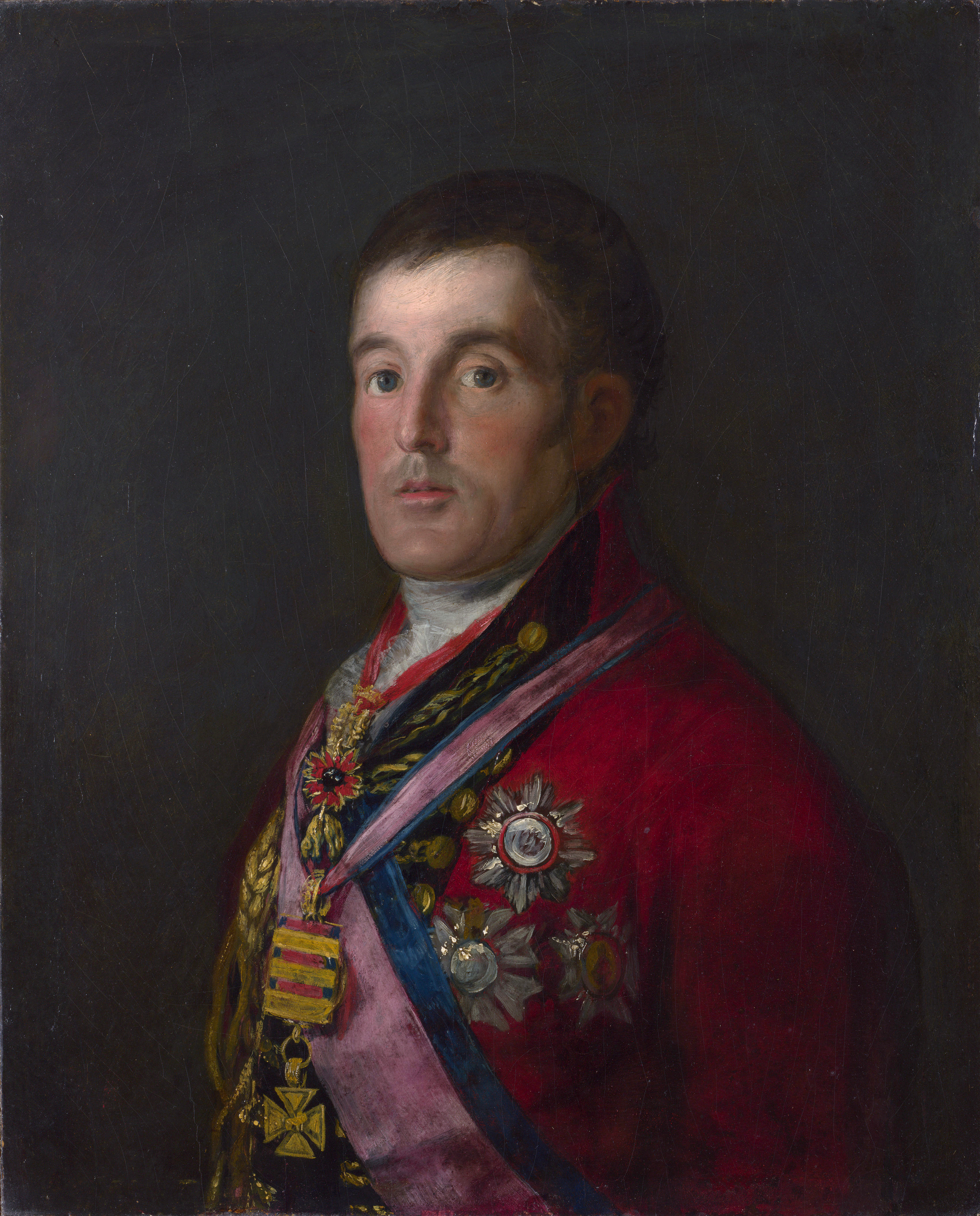
Arthur Wellesley, en un retrato pintado por Francisco de Goya (National Gallery de Londres).

Sacando ventaja de la retirada de gran parte del ejército francés para participar en la desastrosa campaña rusa de Napoleón, Wellington tomó la ofensiva en 1813, culminando ésta en la batalla de Vitoria derrotando al mismo rey José Bonaparte y su jefe de personal el mariscal Jean-Baptiste Jourdan , que expulsó al enemigo de vuelta a Francia, acción por la que fue ascendido a mariscal de campo. Por esta hazaña, Ludwig van Beethoven compuso su obra La victoria de Wellington. En Vitoria se aprehendieron importantes cuadros que José Bonaparte quería sacar del país; Wellington se los quedaría, a pesar de su insistencia en devolverlas, siendo rechazada esa reintegración por el nuevo rey Fernando VII, por lo que actualmente se conservan en su mansión de Londres, Apsley House, donde son conocidas por el irónico nombre de "Spanish Gift" ('Regalo español').
Por su ayuda a España en la guerra contra Napoleón se le concedió el Ducado de Ciudad Rodrigo, la Gran Cruz de la Orden Nacional de San Fernando y el Toisón de Oro, a pesar de su deslealtad cuando ordenó bombardear las manufacturas textiles en Béjar (Salamanca) (competencia de las inglesas) y la Real Fábrica de Porcelana del Buen Retiro de Madrid, acusando a las fuerzas napoleónicas, que ya habían evacuado la ciudad.
Después, Wellington invadió Francia, con tropas inglesas y portuguesas, aunque fue derrotado por las fuerzas francesas en Toulouse. Poco después de esta batalla, Napoleón fue desterrado a Elba en 1814.
Aclamado como héroe y conquistador, Wellesley fue hecho duque de Wellington, título que aún ostentan sus descendientes. Fue nombrado embajador en la Francia de Luis XVIII y tomó el puesto de Castlereagh como primer plenipotenciario en el Congreso de Viena, donde abogó con fuerza para permitir a Francia mantener su puesto en la balanza de poderes en Europa. El 2 de enero de 1815, su título de caballero del Baño se convirtió en el de caballero de la Gran Cruz debido a la expansión de dicha orden.

#### Waterloo

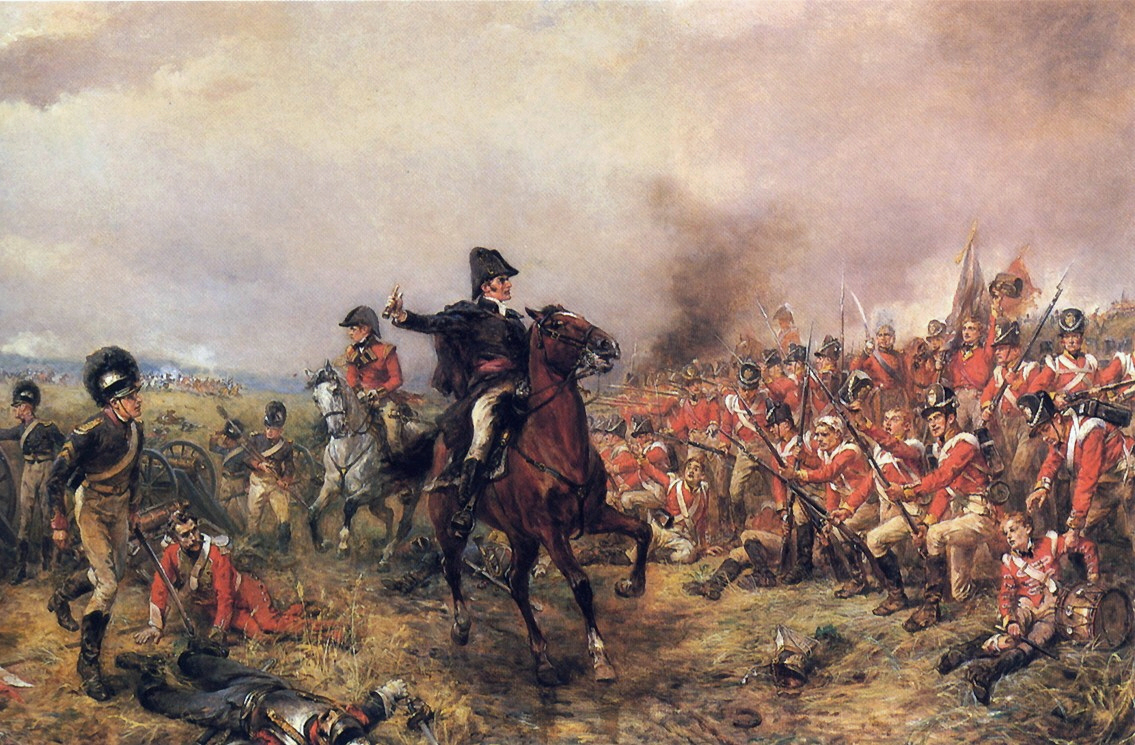
Wellington en Waterloo, por Robert Alexander Hillingford

El 26 de febrero de 1815, Napoleón abandonó su exilio en Elba para regresar a Francia, retomando el control del país en mayo. Wellington encabezó entonces la reforma de la alianza contra él. Dejó Viena para comandar las fuerzas aliadas en la campaña de Waterloo, situándose en Bélgica junto con las tropas prusianas de Gebhard Leberecht von Blücher y luchando primero en la batalla de Quatre Bras, para volver cuatro días más tarde a enfrentarse a Napoleón en la batalla de Waterloo, donde este fue definitivamente derrotado, abdicando de nuevo el 22 de junio y siendo deportado posteriormente a la lejana isla de Santa Elena.

## Carrera política
La política le resultó nuevamente de utilidad en 1819, cuando Wellington fue nombrado general en jefe de Artillería durante el gobierno «Tory» de Liverpool. En 1827 fue nombrado comandante en jefe del ejército británico, puesto que conservaría durante el resto de su vida, exceptuando su periodo como mandatario. Junto con Robert Peel, Wellington se convirtió en una de las estrellas del partido Tory.

### Primer ministro del Reino Unido

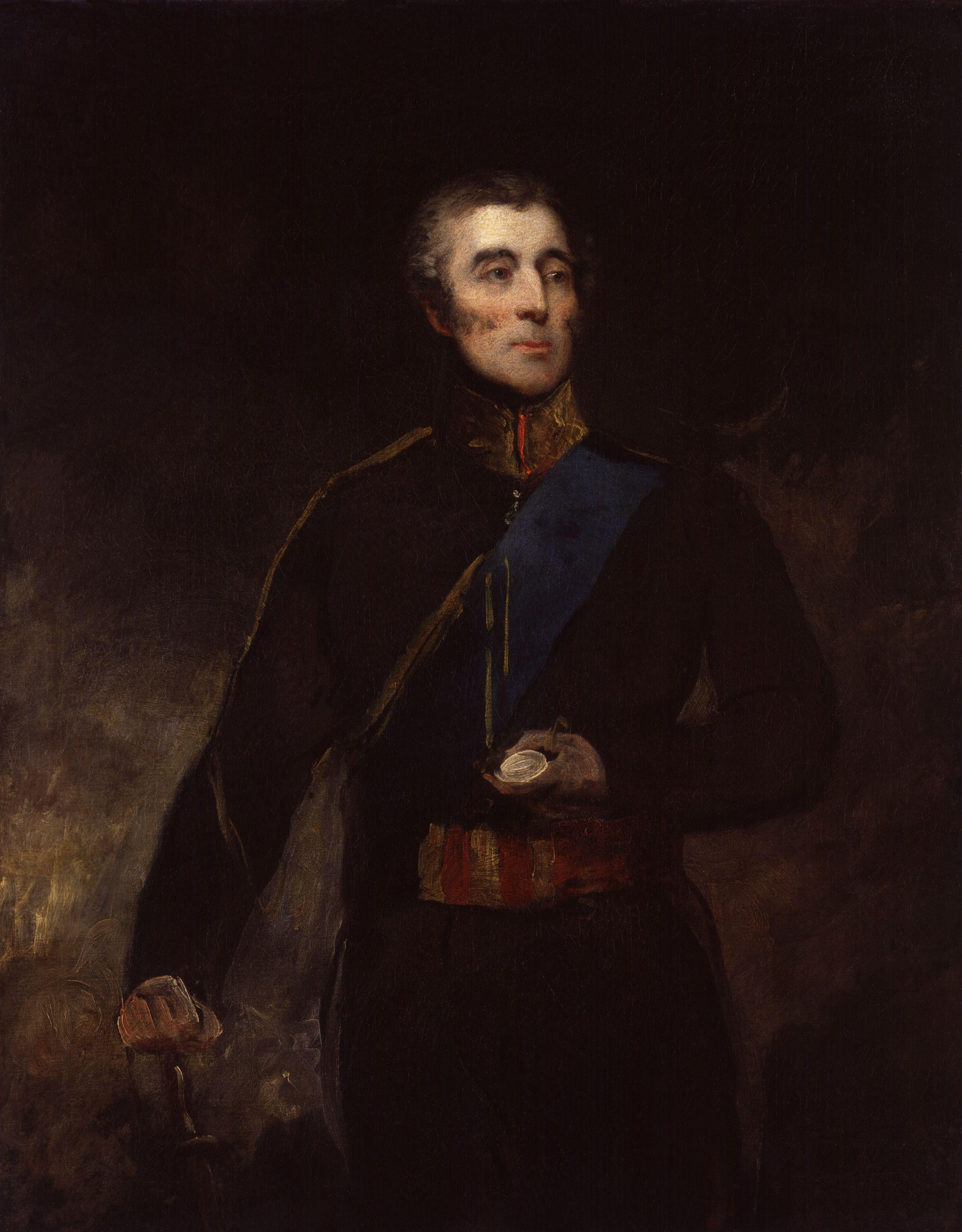
Retrato del duque de Wellington por John Jackson, 1830–31

En 1828 llegó a ser primer ministro y fue el rostro de la facción ultraconservadora, aunque extrañamente, uno de los puntos de su programa era la emancipación católica, la garantía de prácticamente todos los derechos civiles para los católicos del Reino Unido. El cambio estaba forzado por la aplastante victoria electoral de Daniel O'Connell, un activista por la emancipación católica que había sido elegido a pesar de no tener el derecho legal para sentarse en el Parlamento. O'Connell acusó al duque de Wellington de «haber trazado peligrosamente la destrucción de la constitución protestante». Wellington respondió de inmediato a la acusación retando a O'Connell a un duelo. El 21 de marzo de 1829, Wellington y O'Connell se encontraron en los campos de Battersea, aunque cuando llegó el momento de disparar, el duque apuntó deliberadamente lejos de su oponente, y O'Connell disparó al aire. Posteriormente este escribió al duque para disculparse. En la Cámara de los Lores, y haciendo frente a una tensa oposición, Wellington habló en favor de la emancipación católica, dando uno de los mejores discursos de su carrera. El Acta de Emancipación Católica fue aprobado con una mayoría de 105 votos.
El gobierno de Wellington cayó en 1830. En el verano y otoño de ese año, una ola de revueltas barrió el país. Los Whigs habían sido apartados del poder a excepción de unos pocos años desde 1770, y vieron la reforma política en respuesta al malestar popular como la llave para su retorno. Wellington atacó la política Tory de no reformar ni expandir los derechos, y como resultado de ello perdió la moción de censura del 15 de noviembre de 1830, siendo reemplazado como primer ministro por Grey.

### Acta de Reforma
El partido Whig presentó al parlamento la primera Acta de Reforma, pero Wellington y los «tories» lucharon para impedir su aprobación. El proyecto fue aprobado en la Cámara de los Comunes, pero fue rechazado en la Cámara de los Lores. A continuación, y como respuesta directa a esto, se celebraron unas elecciones que otorgaron al partido Whig una mayoría aún más amplia. Se presentó una segunda Acta de Reforma que fue rechazada de la misma forma, y otra oleada de revueltas asoló el país. Durante este tiempo, Wellington fue recibido de forma hostil por la población durante la inauguración del ferrocarril entre Liverpool y Mánchester. Finalmente, la reforma fue aprobada cuando el partido Whig sugirió al rey que "hundiera" la Cámara de los Lores creando un número suficiente de nuevos títulos nobiliarios que aseguraran la aprobación de la Ley de la Reforma. Tras algunas vacilaciones del rey Guillermo IV, la Cámara de los Lores aprobó la reforma. A pesar de ello, Wellington nunca estuvo de acuerdo con el cambio. Cuando el Parlamento se reunió tras las primeras elecciones celebradas bajo la reforma, se dice que Wellington dijo: «Nunca vi tantos sombreros malos y chocantes en mi vida». Por entonces, Wellington ya estaba siendo sustituido gradualmente por Robert Peel como líder del partido «Tory».

### Gobierno de los conservadores

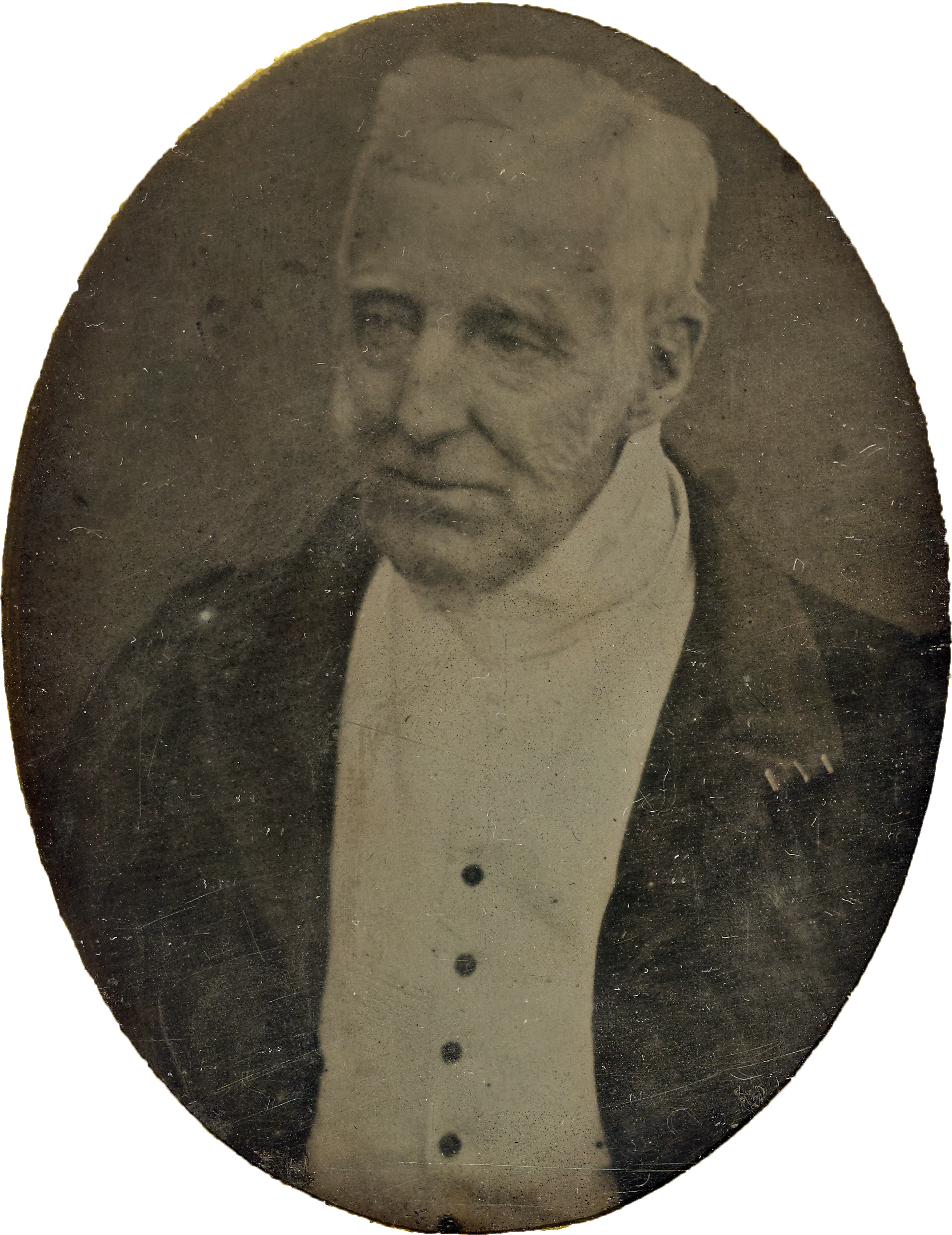
Daguerrotipo del duque de Wellington, a los 74 o 75 años, por Antoine Claudet, 1844

Cuando los «tories» volvieron al poder en 1834, Wellington declinó asumir el puesto de primer ministro, y Peel fue elegido en su lugar. Desgraciadamente, Peel se encontraba de viaje en Italia, y durante tres semanas, entre noviembre y diciembre de 1834, Wellington actuó como vigilante del gobierno, tomando las responsabilidades de primer ministro y de la mayoría de los demás ministerios. En el primer gobierno de Peel (1834-1835), Wellington fue nombrado ministro de Exteriores, y en el segundo (1841-1846) fue ministro sin cartera y jefe de la Cámara de los Lores.

## Retiro y muerte
Wellington se retiró de la vida política en 1846, aunque retuvo su puesto de comandante en jefe del Ejército, y volvió brevemente a la luz pública en 1848, cuando ayudó a organizar las fuerzas de protección de Londres durante el año de la revolución europea. Murió en 1852 y fue enterrado en un sarcófago de un raro granito llamado «luxulyanito» en la Catedral de St. Paul.
En 1838, la propuesta de erigir una estatua de Wellington se concretó con la construcción de una gigantesca estatua ecuestre que fue emplazada en Constitution Hill, en Londres, justo frente a su antigua residencia de Apsley House, en 1846. Debido a la enorme escala del monumento, de 40 toneladas y 10 m de altura, fue retirada en 1883, y al año siguiente se transportó a Aldershot, donde aún permanece, cerca de la iglesia de la guarnición real.

## Filmografía
| Año  | Título                   | Director(a)       | Intérprete                 |
| ---- | ------------------------ | ----------------- | -------------------------- |
| 2006 | Los fantasmas de Goya    | Miloš Forman      | Cayetano Martínez de Irujo |
| 1970 | Waterloo                 | Sergei Bondarchuk | Christopher Plummer        |
| 2012 | Les lignes de Wellington | Valeria Sarmiento | John Malkovich             |